# 카노 (래퍼)
케인 로빈슨(Kane Robinson, 1985년 5월 21일 ~ )는 카노(Kano)로 잘 알려진 영국의 래퍼와 축구 선수다.

## 생애

### 1985–2000: 초기 생애
1985년에 태어났고, 2000년부터 활동을 시작했다.

### 2014–현재: Made in the Manor
2016년, Made in the Manor라는 앨범을 발매했다.